# Casa de raport de pe str. Vasile Alecsandri, 90 (Chișinău)
Casa de raport de pe str. Vasile Alecsandri, 90 a fost o clădire amplasată pe str. V. Alecsandri, 90 în Chișinău, Republica Moldova. Este un monument arhitectural de importanță națională inclus în Registrul monumentelor Republicii Moldova ocrotite de stat cu nr. 77 (municipiul Chișinău). Data de la înc. sec. XX.
Conform Centrului SITe, imobilul aflat sub protecție a fost demolat.